# Stapelgek (nummer)
"Stapelgek" is een nummer van de leden van het Nederlandse YouTube-kanaal Bankzitters. Op 29 januari 2021 werd het nummer uitgebracht als single.

## Achtergrond
"Stapelgek" is geschreven door de Bankzitters in samenwerking met Rutger van Eck en geproduceerd door Van Eck onder het pseudoniem Russo. Alhoewel de Bankzitters vooral bekend zijn als youtubers, brengen zij regelmatig muzieknummers uit. Het nummer is een parodie op boybandmuziek, wat ook te zien is in de bijbehorende videoclip waarin de groepsleden verliefd zijn op een vrouw. De clip was een aantal dagen de best bekeken YouTube-video in Nederland.
"Stapelgek" stond twee weken in de Nederlandse Single Top 100, met plaats 37 als hoogste notering. Daarnaast deden de Bankzitters een oproep aan hun fans om het nummer in de jaarlijkse NPO Radio 2 Top 2000 te stemmen. Hier werd massaal gehoor aan gegeven; aan het eind van 2021 kwam het nummer op plaats 611 in de lijst terecht als een van de hoogste binnenkomers. Zij werden hiermee tevens de eerste youtubers die in de lijst stonden.
"Stapelgek" won in 2022 een Zapp Award voor beste track. Daarmee won het nummer van Dat heb jij gedaan (MEAU) en Blijven slapen (Snelle en Maan). De single heeft in Nederland de gouden status.
In 2022 staat het nummer op plek 149 in de Radio 2 Top 2000.

## Hitnoteringen

### Single Top 100
| Hitnotering: 06-02-2021 t/m 13-02-2021 | Hitnotering: 06-02-2021 t/m 13-02-2021 | Hitnotering: 06-02-2021 t/m 13-02-2021 | Hitnotering: 06-02-2021 t/m 13-02-2021 |
| Week                                   | 1                                      | 2                                      |                                        |
| -------------------------------------- | -------------------------------------- | -------------------------------------- | -------------------------------------- |
| Nummer                                 | 37                                     | 59                                     | uit                                    |

### NPO Radio 2 Top 2000
| Nummer met noteringen in de NPO Radio 2 Top 2000 | '21 | '22 | '23 | '24 |
| ------------------------------------------------ | --- | --- | --- | --- |
| Stapelgek                                        | 611 | 149 | 147 | 414 |

1. ↑  Een vetgedrukt getal geeft de hoogste notering aan.
2. ↑  2021 was het eerste jaar met een notering voor dit nummer.